# 松原陸
松原 陸（まつばら りく、1988年11月23日 - ）は、日本の声楽家（テノール）である。日本を代表するテノール歌手鈴木寛一晩年の愛弟子のひとり。

## 経歴
東京都杉並区出身。成城学園中学校高等学校卒業。東京芸術大学を卒業後、同大学大学院音楽研究科修士課程声楽専攻オペラ研究分野修了。修了時に宗次德二賞、武藤舞賞を受賞。大学院在学中に英国王立音楽院（Royal Academy of Music）修士課程に給付金付き特待生として合格し、約2年間研鑽を積む。2017年度BCJA英国留学奨学生。2017年度第３回モンテロッソ・アル・マーレ・チンクエ・テッレ国際オペラコンクールで第１位獲得。2017年12月に在英国日本国大使館にて開催の『天皇誕生日祝賀会』に於いて、両国の国歌を独唱。海外での活動も幅広く、イギリス、イタリア、ポルトガル、フランス、ポーランド、ベトナム等、各地でコンサートにもゲスト出演している。オペラでは『コジ・ファン・トゥッテ』『ランメルモールのルチア』『ロメオとジュリエット』『椿姫』『リゴレット』『ラ・ボエーム』等の主役を演じる。特に宗教曲の分野における活躍の場は広く、国内外でプロのオーケストラと共演を重ねている。
フェリス女学院大学非常勤副手、ウイスタリア音楽院講師。

## 主な受賞歴
- 2012年 10月 第3回ジュリアード音楽院声楽オーディション 特別奨励賞
- 2013年 2月 第43回イタリア声楽コンコルソ入選
- 2016年 6月 第35回飯塚新人コンクール入選
- 2017年 6月 第3回モンテロッソ・アル・マーレ・チンクエ・テッレ国際オペラコンクール（於：イタリア） 第1位
- 2020年 6月 板橋区文化・国際交流財団第37回クラシック音楽オーディション 合格
- 2020年 8月 市川市文化振興財団第33回新人演奏家コンクール 優秀賞
- 2021年 6月 第38回ソレイユ声楽コンクール 第3位 審査員奨励賞
- 2021年 8月 第6回 K国際音楽コンクール声楽部門 第1位
- 2021年 10月 第23回 日本演奏家コンクール声楽部門一般Bの部 第1位 横浜市長賞
- 2021年 11月 第8回あおによし音楽コンクール奈良プロフェッショナルステージ声楽部門 第2位 審査員奨励賞、プロフェッショナルステージ日本センチュリー交響楽団共演推薦
- 2022年 5月 第12回 岐阜国際音楽コンクール声楽部門 第1位 岐阜県知事賞、ファイナリスト賞
- 2022年 8月 第2回 平井康三郎声楽コンクール 第2位
- 2022年 10月 第4回 日本奏楽コンクール声楽部門一般Aの部 第2位 ジェネラル音楽奨学賞
- 2023年 8月 第22回 日本歌曲振興波の会コンクール声楽部門 第1位
- 2023年 8月 第9回 なかの国際声楽コンクール 第1位
- 2023年 10月 第28回 みえ音楽コンクール声楽部門一般の部 第1位 三重県知事賞

## 主な出演歴
2017年
- 7月 埼玉第九合唱団第86回演奏会 シューベルト「ミサ曲第５番」 ソリスト（ソニックシティ大ホール）
- 8月 国際オペラコンクール受賞者コンサート（モンテロッソ アル マーレ・イタリア）
- 10月 ジャパンフェスティバル（ホーチミン・ベトナム）
- 12月 久喜総合文化会館開館30周年記念！！第九スペシャルコンサート2017 『第九』ソリスト（久喜総合文化会館大ホール）

2018年
- 4月 第13回聖学院メサイア公演 「メサイア」ソリスト（聖学院講堂）
- 7月 埼玉第九合唱団第８８回演奏会（創立４５周年記念演奏会） モーツァルトミサ曲ハ短調『大ミサ曲』（ソニックシティ大ホール）

2019年
- 3月 帰国記念リサイタル（ムジカーザ）
- 5月 オルフ『カトゥーリ・カルミナ』、ストラビンスキー『結婚』 ソリスト（なかのZERO 大ホール）
- 7月 埼玉第九合唱団第９０回演奏会 ハイドン『ネルソン・ミサ』 ソリスト（ソニックシティ大ホール）
- 11月 一橋管弦楽団創立１００周年記念 マーラー『千人の交響曲』 ソリスト（すみだトリフォニーホール）
- 12月 市原市楽友協会第46回市民コンサート  グノー『聖チェチーリア荘厳ミサ曲』 ソリスト（市原市市民会館大ホール）
- 12月 ベートーヴェン 『第九』特別演奏会 ソリスト（杉並公会堂大ホール）
- 12月 伊豆新世紀合唱団 第２０回定期演奏会 バッハ『マニフィカト』 ソリスト（沼津市民文化センター大ホール）

2020年
- 1月 東京クリスマス・オラトリオ・アカデミー 第25回記念コンサート バッハ『マニフィカト』他 ソリスト（渋谷区文化総合センター大和田さくらホール）